# Daw (Núbia)
Daw és una ciutat de Núbia, avui desapareguda sota les aigües del Llac Nasser, prop d'Abu Simbel, però a l'altre costat del Nil. Fou la capital d'un regne vers els segles XII al XV. Alguns pensen que foren els reis de Mukurra els que van traslladar la capital des de Dongola a Daw. Altres pensen que Daw és el mateix que Djebel Adda on estava la capital d'un altre regne cristià de la regió anomenat Dotawo (entre el sud d'Egipte i el nord del Sudan).